# 聖地牙哥大學
聖地牙哥大學（英語：University of San Diego；簡稱為）是一所位於美國加利福尼亞州聖迭戈的私立高等學府，創立於1949年，附近為市中心以及各大景點和購物中心。聖地牙哥大學的大學部及研究所採小班制教學，師生比約為1比14，在全美私立大學中該校的學費和生活費屬於中等水準。聖地牙哥大學在2018年美國新聞與世界報導公佈的美國大學綜合排名中，聖地亞哥大學位居第90名，學術聲譽全美第42名，美國商業周刊公佈的全美最佳商科專業排名中名列第36名，該校熱門專業包含:金融學、會計學、工商管理、傳播學、護理學、心理學和政治學。

## 外部連結
- 官方网站
- Official athletics website （页面存档备份，存于）

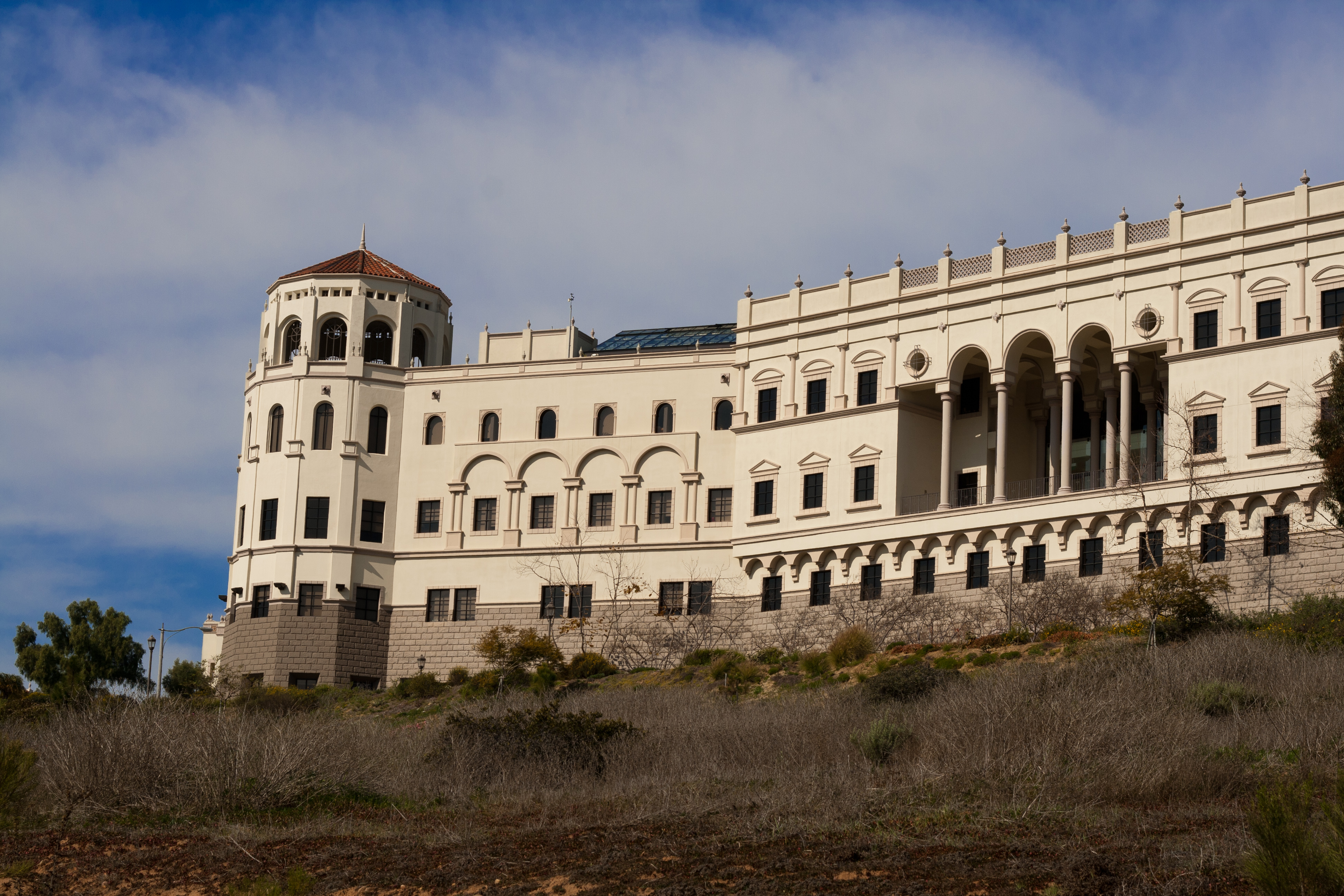
科技學院於2003年開辦的「唐納德·P·雪莉中心」（Donald P. Shiley Center）

- 美國地質調查局地名資訊系統：The University of San Diego Immaculata Church

32°46′16″N 117°11′15″W / 32.77111°N 117.18750°W